# Cerastium arabidis
Cerastium arabidis är en nejlikväxtart som beskrevs av Ernst Meyer och Edward Fenzl. Cerastium arabidis ingår i släktet arvar, och familjen nejlikväxter. Inga underarter finns listade i Catalogue of Life.